# همان‌طور که جهان می‌چرخد
همان‌طور که جهان می‌چرخد (انگلیسی: As the World Turns) یک سریال آبکی تلویزیونی آمریکایی است که به‌مدت ۵۴ سال از ۲ آوریل ۱۹۵۶ تا ۱۷ سپتامبر ۲۰۱۰ از شبکه سی‌بی‌اس پخش شد. ایرنا فیلیپس این مجموعه را به‌عنوان نمایش خواهر دیگر مجموعهٔ خود یعنی روشنگر مسیر (Guiding Light) خلق کرد. با ۱۳٫۷۶۳ ساعت حکایت انباشته، همان‌طور که جهان می‌چرخد طولانی‌ترین زمان اجرا را در بین هر برنامه تلویزیونی دارد. از نظر پخش مداوم، این مجموعه با ۵۴ سال پخش، چهارمین پخش طولانی سریال تلویزیونی روزانه در تلویزیون آمریکاست. این مجموعه برای ۴۳ سال نخست در منهتن و از سال ۲۰۰۰ تا ۲۰۱۰ در بروکلین تولید شد.